# 有効ポイント制
有効ポイント制（ゆうこうポイントせい）とは、主にモータースポーツにおいて、シリーズチャンピオンを決定する際に使われるポイントランキングの算出において、各レースの結果によって与えられるポイント全ての合計ではなく、その中の上位数レースのポイントのみを使用してランキングを算出する方式のことである。

## メリット
モータースポーツでは、ドライバーやチーム自身の責任によらないアクシデント（他の車に追突される、スピンに巻き込まれるなど）により、レース続行を断念せざるを得なかったり、レースを続行できても大きく順位を落とすといったことがしばしば起きる。またレーシングカーは一般の市販車に比べ性能を追求する代わり各部品への負担が大きいため、レース中の些細な要因にパーツが破損しリタイアに追い込まれることも少なくない。そのため「シリーズ全レースの結果を単純に合計するのでは、ポイントランキングが本来のドライバーの実力を反映しなくなってしまう」という理由から、有効ポイント制が多くのカテゴリーで使われるようになった。
また下位カテゴリーにおいては、主に資金的な問題や参加レースの日程がバッティングする（上位カテゴリーのレースが同日に別の場所で開催される等）といった理由で、シリーズ全戦に参加することができないドライバーやチームも少なくなく、そのようなドライバーにもチャンピオンを獲得できる可能性を残すために有効ポイント制が使われることもある。
2020年以降は、新型コロナウイルス感染症の流行の影響で、国を跨いでの移動に大きく制約が加わり、レース参加が困難（入国許可が得られない、入国はしたものの隔離期間のためサーキット入りできない等）になるケースが多く見られるようになったため、ドライバー救済を目的に一時的に有効ポイント制を導入する例（2020年、2021年のスーパーフォーミュラなど）もある。

## デメリット
最大のデメリットは「観客から見て、シリーズチャンピオン争いがわかりにくくなる」という点である。有効ポイント制下では、あるドライバーが優勝した場合でもそのドライバーの（有効ポイント制に加算される）最も低い成績がその代わりに抹消されるため、優勝で20点獲得したとしても代わりに5位の5点が抹消されたとするとランキングには15点しか加算されない。そのため単純にシリーズ全戦のポイントを合計するのに比べて計算が複雑となり、争いがわかりにくくなる。
またこの観点からは「シリーズ全戦の合計ポイント最上位の者がチャンピオンになるとは限らない」という問題もある。例えば1988年のF1においては「16戦中上位11戦のポイントが有効」という有効ポイント制が採られていたが、最終的に
- アイルトン・セナ - 全戦合計:94点、有効ポイント:90点[2]
- アラン・プロスト - 全戦合計:105点、有効ポイント:87点[2]

という結果となり、全戦の合計ポイントではプロストを下回っているセナがこの年のチャンピオンに輝いている。
このため1990年代以降「シリーズランキング争いをわかりやすくする」ことを目的に、有効ポイント制を採用するレースは減少する傾向にあったが（F1は1990年を最後に有効ポイント制を廃止）、最近ではSUPER GTが2006年よりシリーズ前半に対象を限定したやや変則的な形の有効ポイント制を導入する（2008年まで）など、一部で有効ポイント制を再導入する動きも出てきている。
また「レース中のマナーの低下」の誘因となる点もデメリットに挙げられることがある。有効ポイント制によって成績が下位のレースがポイントランキングから除外されるということは、すなわち「ドライバー自身の責によるリタイアもポイントランキングに影響しない」ということである。このためドライバーの一部には、有効ポイント制により成績が悪化しない範囲で、レース中に強引な追い抜きを仕掛けて他車を巻き込んでリタイアしたり、オーバースピードでコーナーに進入してスピンしたりといった荒いドライビングを行うものが存在する。

## ボートレース
競艇では出走したレースの着順によってポイントを付与、一定期間の有効ポイントを平均化して選手ランクの昇降や上位レースの出場資格を得ることができる。ただし出場するレースの格(SG、G1など)や出走するレース(優勝戦、ドリームレースなど)によって着順とは別にポイントが付与されるシステムがある。